# Astyanax paris
Astyanax paris är en fiskart som beskrevs av Azpelicueta, Almirón och Casciotta 2002. Astyanax paris ingår i släktet Astyanax och familjen Characidae. Inga underarter finns listade.